# Майстер поточного ремонту свердловин
Майстер поточного ремонту свердловин (рос. мастер текущего ремонта скважин; англ. master/foreman of well running repair, нім. Bohrmeister m in planmässiger Reparatur der Sonden — керівник-фахівець, який організовує, керує ремонтною бригадою і контролює виконання робіт з ремонту свердловин підземного поточного.
Майстер до прибуття ремонтної бригади по акту приймає свердловину, наземне устаткування і територію, а після ремонту за актом передає їх майстрові бригади з видобування нафти (газу). Повідомлення про необхідність передачі свердловин у ремонт здійснює виконавець безпосередньо замовникові, а в разі відсутності змоги — через диспетчерську службу цеху або центральну інженерно-технологічну службу (ЦІТС) не менше, ніж за шість годин до прибуття бригади на свердловину. Дата і час передачі і прийняття повідомлення записуються в оперативному журналі особами, які його передають і приймають. Представник замовника повинен прибути на свердловину для її передачі в ремонт протягом 3-х годин з моменту отримання повідомлення від виконавця.
Приймаючи свердловину в ремонт, майстер поточного ремонту в залежності від способу експлуатації свердловини перевіряє: а) справність станції управління, верстата-гойдалки, електропускової апаратури і огороджень рухомих частин верстата-гойдалки, стан полірованого штока; б) справність засувок фонтанної арматури або гирлової обв´язки, наявність шпильок і гайок на фланцевих з´єднинах; в) майданчик для обслуговування гирлового устаткування; г) ступінь забруднення нафтою гирлового устаткування, забруднення нафтою території, стан планування пригирлової території. Після встановлення агрегатів, устаткування і облаштування свердловини, прийнятої в поточний ремонт, видається дозвіл на виконання відповідних робіт. Дозвіл видає комісія в складі старшого інженера (старшого майстра) цеху підземного (поточного) і капітального ремонту свердловин — ЦПКРС, інженера дільниці по ремонту електроустаткування та майстра бригади, яка здійснює ремонт, що оформляється актом, який видається майстру.
Майстер бригади поточного ремонту свердловин зобов'язаний у встановлений термін організувати випробування обмежувача підняття талевого блоку і перевірку опору заземлення та ізоляції кабелю, на що він оформлює акти. У процесі ремонту майстер подає замовлення на устаткування для глушіння, а у випадку необхідності — на здійснення глибинних вимірювань, депарафінізацію устаткування, очищення пригирлового майданчика і території від нафти.
Якщо депарафінізацію устаткування і очищення пригирлового майданчика від нафти виконує бригада з поточного ремонту, то майстер подає у виробничо-диспетчерську службу замовлення на спеціальну техніку, а якщо ці роботи виконує підготовча бригада, то майстер подає замовлення на їх виконання. У ході виконання ремонтних робіт майстер поточного ремонту свердловин організовує роботу бригади із записом завдань кожній зміні у вахтовому журналі, подає замовлення на ремонт піднімачів, на їх заправлення пальним.